# Balakrishnapuram
Balakrishnapuram é uma panchayat (vila) no distrito de Dindigul , no estado indiano de Tamil Nadu.

## Demografia
Segundo o censo de 2001,  Balakrishnapuram  tinha uma população de 19,661 habitantes. Os indivíduos do sexo masculino constituem 51% da população e os do sexo feminino 49%. Balakrishnapuram tem uma taxa de literacia de 74%, superior à média nacional de 59.5%; com 55% para o sexo masculino e 45% para o sexo feminino. 10% da população está abaixo dos 6 anos de idade.